# Knight XV
Knight XV (произносится: Найт, англ. Рыцарь) — бронированный грузопассажирский внедорожник класса «люкс» производителя Conquest Vehicles. Машина покрыта сверхпрочной броней, а также имеет один из самых прочных каркасов, который защищает ее от взрывов и столкновений. Колеса Knight XV имеют систему автоматической подкачки, машина также защищена от газов, взрывов и имеет внутреннюю систему пожаротушения.

## История создания
В основе роскошного Knight XV — канадский армейский бронетранспортёр Armet Armored Vehicles Gurkha. Идея вывода на рынок изысканно отделанной версии машины для частных лиц принадлежит предпринимателю Уильяму Мэйзлину, специализирующемуся на сборке «гражданских» броневиков. Специально под данный проект он в 2008 году основал компанию Conquest Vehicles.

## Описание
Переделка армейского транспортёра в представительский Knight XV требует в среднем 4000 часов работы: автомобиль собирают по предварительным заявкам без ограничений по персонификации отделки и оборудования. Стандартный список дополнительного оборудования предлагаемый клиентам составлен главным образом из систем безопасности и повышения жизнестойкости как автомобиля, так и пассажиров. Например, система автономной подачи кислорода (на случай газовой атаки), магнитный детектор (для обнаружения взрывного устройства прикреплённого на магните к скрытым полостям), противоминная защита днища, а также бортовой самописец.
Knight XV полностью покрыт броней снаружи и работает на биотопливе. Для дополнительного бронирования используют баллистическую сталь высшего качества, а для окон пуленепробиваемые стекла толщиной 64 мм.
Сильной стороной Knight XV является то, что автомобиль изначально был спроектирован как броневик, в противовес автомобилям, бронируемым в порядке доработки конструкции в целях придания защитных свойств от стрелкового оружия и мин. Защитный потенциал «прирождённых» броневиков априори выше.

## Дебют модели
Впервые взору публики Knight XV предстал в 2008 году на выставке спецоборудования SEMA в Лас-Вегасе.
Название автомобиль получил в честь младшего дворянского сословия средневековой Европы, чьи представители сражались на полях брани за честь короля, закованными в броню (Knight — англ. «рыцарь»), аббревиатура «XV» — от английского «Extreme Vehicles».

## Интерьер
Примечательные пункты в открытом списке материалов отделки и оборудования пассажирского отсека: ковровое покрытие Wilton Wool, отделку кожей Andrew Muirhead, систему телевизионного приёма с раскладывающимися ЖК-мониторами, систему спутниковой навигации, вмонтированные в декоративные элементы интерьера персональные электронные устройства для работы с бизнес-данными, развлекательный видео-аудиокомплекс с игровой консолью (в зависимости от заказа, PlayStation 3 или Xbox 360), систему ночного видения, камеры заднего обзора. Объём грузопассажирского пространства автомобиля — 8 куб. м, существенно превосходит показатель большинства внедорожников на рынке.

### Схема посадки
Стандартная схема посадки включает 6 индивидуальных пассажирских мест (включая водительское) — по 2 в каждом из трёх рядов. Каждое место составлено из индивидуального кресла с шестью электрическими регулировками. Кресла среднего ряда развёрнуты «лицом» к корме, образуя в задней части пассажирского отсека подобие конференц-зала. В списке дополнительного оборудования присутствуют раскладывающиеся кресла, напоминающие кресла первого класса авиатранспорта.

## Внешние характеристики
- Диски KNIGHT XV 20-дюймовые (51 см) полированные диски на заказ, выкованные из алюминия 6061
- Шины: MPT Continental
- Фары: Установленные на передней панели двухрежимные противотуманные фары PIAA и фары дальнего света
- Антенна: Устанавливается сзади
- Бамперы: Спереди стальные, сзади из баллистического стекловолокна (с кевларом)
- Крылья: Баллистическое стекловолокно (с кевларом)